# Psilocera brasiliensis
Psilocera brasiliensis är en stekelart som först beskrevs av William Harris Ashmead 1904.  Psilocera brasiliensis ingår i släktet Psilocera och familjen puppglanssteklar. Inga underarter finns listade i Catalogue of Life.